# Protomarctus
Protomarctus es un género extinto de mamífero de la familia de los Canidae (oso-perro) que vivió en América del Norte durante el Mioceno hace entre  15,97 y 13,6 millones de años.

## Taxonomía
Protomarctus fue nombrado por Wang et al. (1999). Fue asignado a Borophagini por Wang et al. (1999). Se conoce una especie, Tomarctus optatus y fue nombrada por Matthew en 1924. La primera muestra se encontró en la cantera Thomson (Formación Sheep Creek), en Nebraska.

## Morfología
Protomarctus eran caninos de cara corta, de mandíbula gruesa generalmente de gran tamaño. Habría compartido los primeros años de su existencia con una variedad de  oso-perro triturador de huesos  Aelurodontina, Tomarctus, Phlaocyonini, y Rhizocyon.
Legendre y Roth examinaron dos especímenes para averiguar su masa corporal. Se estimó que el primer espécimen pesaba 11,8 kg (26,0 lb). Se estimó que el segundo espécimen pesaba 11,1 kg (24,5 lb).

## Géneros hermanos
- Cormocyon
- Desmocyon
- Euoplocyon
- Metatomarctus
- Microtomarctus
- Psalidocyon
- Tephrocyon

## Distribución fósil
Se ha encontrado especímenes de Protomarctus  en Nebraska, Colorado, tan al oeste como California y tan al suroeste como Nuevo México.